# پوزو (کالیفرنیا)
پوزو (به انگلیسی: Pozo) یک منطقهٔ مسکونی در ایالات متحده آمریکا است که در شهرستان سن لوییز اوبیسپو، کالیفرنیا واقع شده‌است.